# Осада дома Усмана
Осада дома Усмана произошла в 656 году. Первоначально близ дома третьего «праведного» халифа Усмана ибн Аффана собрались протестующие, недовольные его внутренней политикой.
Это событие было вызвано клубком противоречий, который тянулся ещё со времён начала истории ислама, когда после смерти исламского пророка Мухаммеда умма решила вопрос преемственности власти при помощи совещательного совета. Третьим халифом, пришедшим к власти таким образом, стал Усман, чьё правление многие жители халифата оценили, как не соответствующее традициям ислама. Он погряз в коррупции, непотизме, кумовстве и фаворитизме, раздав титулы и дары своим родственникам-Омейядам и забыв о завоевателях и сподвижниках Мухаммеда. Из-за этого против Усмана выступили жители Египта и Ирака, которые требовали прекращения происходящего и отставки халифа. Когда один из них был убит, протест перерос в восстание. Когда Усман отказался уходить в отставку, мятежники подожгли его дом и убили халифа.